# غواصات يو أجنبية
يو-بوت أجنبي هو لقب لقسم خاص تم إنشاؤه من قبل ألمانيا النازية تابع لبحريتها كريغسمرين حيث تم ضم 13 غواصة معادية وغواصة تركية واحدة إلى فيالق الغواصات التابعة لها. ابتداءً من عام العام 1939 واستمر حتى نهاية الحرب العالمية الثانية في عام 1945، قامت البحرية التابعة لألمانيا النازية بتعديل ما مجموعه 13 غواصة معادية كانت في الاسر، ثم نشرها للقتال مع أطقم الغواصات الألمان. لم يكن الفيلق الخاص ناجحًا بشكل خاص، حيث تم تدمير تسع سفن معادية فقط من قبل الغواصات الأجنبية خلال الحرب بأكملها. تم تدمير سبعة من هؤلاء بواسطة الغواصة يو إيه، والذي كان عبارة عن قارب من الفئة التاسعة يو المعدّل المصمم أصلاً للبحرية التركية.  لكن بعذ هذه الغواصات كانت فعالة لزراعة الألغام.

## الغواصات المستولى عليها
- يو إيه: الغواصة التركية السابقة Batiray
- يو بي: الغواصة البريطانية السابقة أتش أم أس Seal (N37)
- يو سي-1 : غواصة نرويجية سابقة HNoMS <i id="mwHQ">B-5</i>
- يو سي-2 : الغواصة النرويجية السابقة HNoMS <i id="mwIQ">B-6</i>
- يو دي-1 : غواصة هولندية سابقة HNLMS  يا 8
- يو دي-2 : غواصة هولندية سابقة HNLMS  يا 12 [2]
- يو دي-3 : غواصة هولندية سابقة HNLMS  يا 25
- يو دي-4 : الغواصة الهولندية السابقة HNLMS  يا 26
- يو دي-5 : غواصة هولندية سابقة HNLMS  يا 27
- UF-1 : Africaine (Q196) سابقة
- UF-2 : Favorite (Q195) سابقة
- UF-3 : Astrée (Q200) سابقة
- UIT-22 : الغواصة الإيطالية السابقة <i id="mwSA">Alpino Attilio Bagnolini</i>
- UIT-23 : الغواصة الإيطالية السابقة <i id="mwTA">Reginaldo Giuliani</i>
- UIT-24 : Comandante Cappellini سابقة
- UIT-25 : Luigi Torelli سابقة